# Patissa monostidzalis
Patissa monostidzalis là một loài bướm đêm trong họ Crambidae.